# Palazzo Vilhena

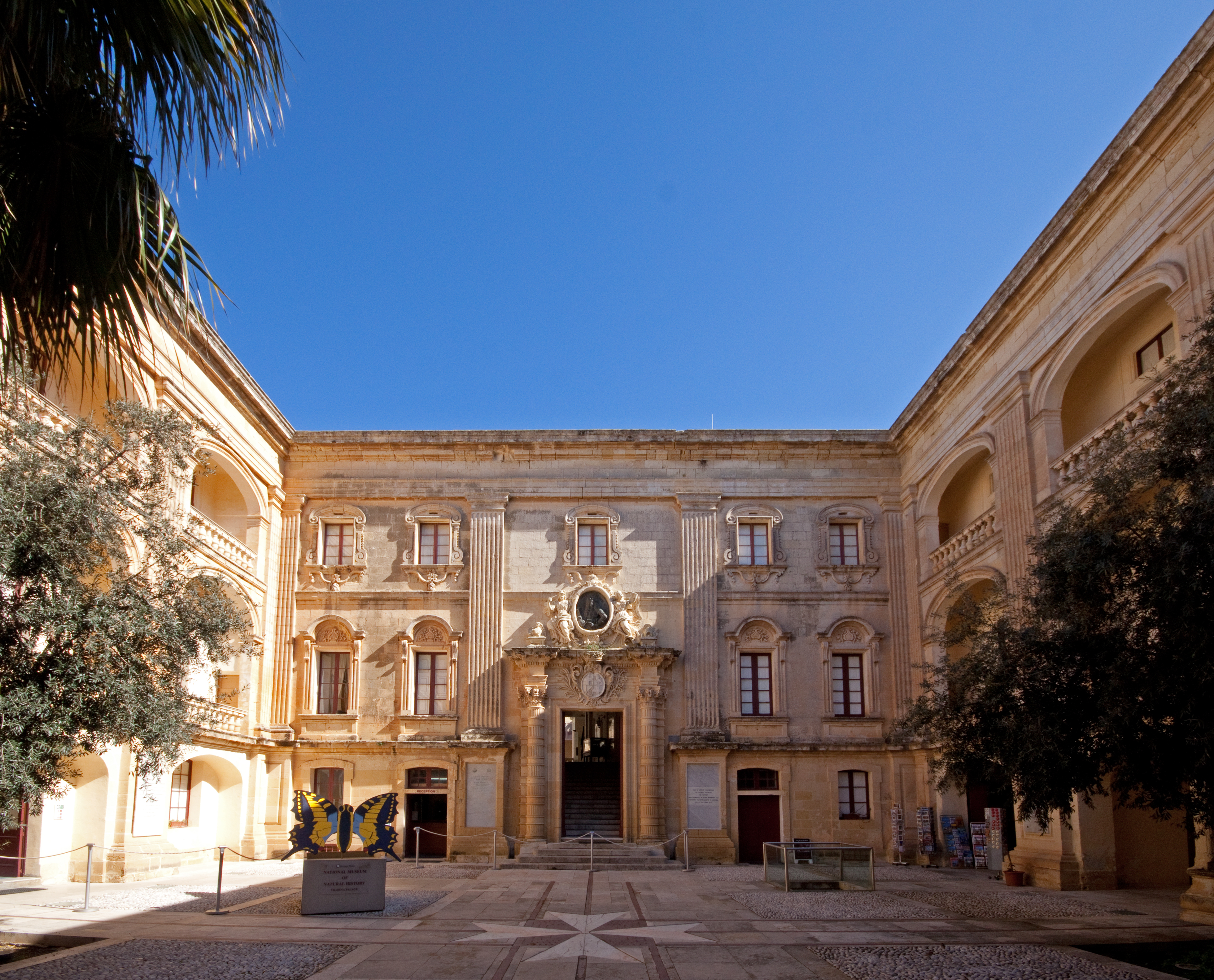
Palazzo Vilhena

Der Palazzo Vilhena (maltesisch Palazz Vilhena oder Palazz Maġisterjali, englisch Vilhena Palace oder Magisterial Palace, portugiesisch Palácio de António Manuel de Vilhena) in Mdina ist ein Ende der 1720er Jahre von Antonio Manoel de Vilhena (1663–1736), dem 66. Großmeister des Malteserordens, erbauter Palast im Architekturstil des französischen Barock. Er ist unter der Nummer 1189 in der nationalen Liste der Kulturgüter von Malta (National Inventory of the Cultural Property of the Maltese Islands / „Nationales Inventar der Kulturgüter der maltesischen Inseln“) eingetragen und steht als Grade-1-Baudenkmal unter Denkmalschutz. Unter der Nummer IPA.0036067 ist es zudem in der portugiesischen Denkmalliste SIPA vermerkt.

## Geschichte
Der Architekt Petruzzo Debono errichtete den Palast innerhalb der Stadtmauern zur rechten Seite des Stadttores von Mdina im Auftrag des Großmeisters de Vilhena in den Jahren 1726 bis 1728 nach Plänen von Charles de Mondion.
Der Palast wurde im Laufe seiner Geschichte auf verschiedene Weise genutzt. So diente er bei der Choleraepidemie von 1837 als Behelfskrankenhaus, um 1860 als Erholungsheim für britische Militärangehörige und von 1908 bis 1956 als Krankenhaus für an Tuberkulose Erkrankte. Seit 1973 befindet sich hier das maltesische Nationalmuseum für Naturgeschichte.
2002 wurde der Palazzo mit portugiesischer Hilfe umfangreich restauriert, insbesondere durch die internationale Abteilung der Lissabonner Gulbenkian-Stiftung, die das Projekt durch den portugiesischen Architekten João Campos entwickeln und leiten ließ und die Ausführung durch das Mdina Rehabilitation Committee finanzierte. Am 14. Juli 2002 wurde der restaurierte Palast eingeweiht, in Anwesenheit des maltesischen Präsidenten Guido de Marco und von einer Darbietung des portugiesischen Gulbenkian-Chores begleitet.

## Beschreibung

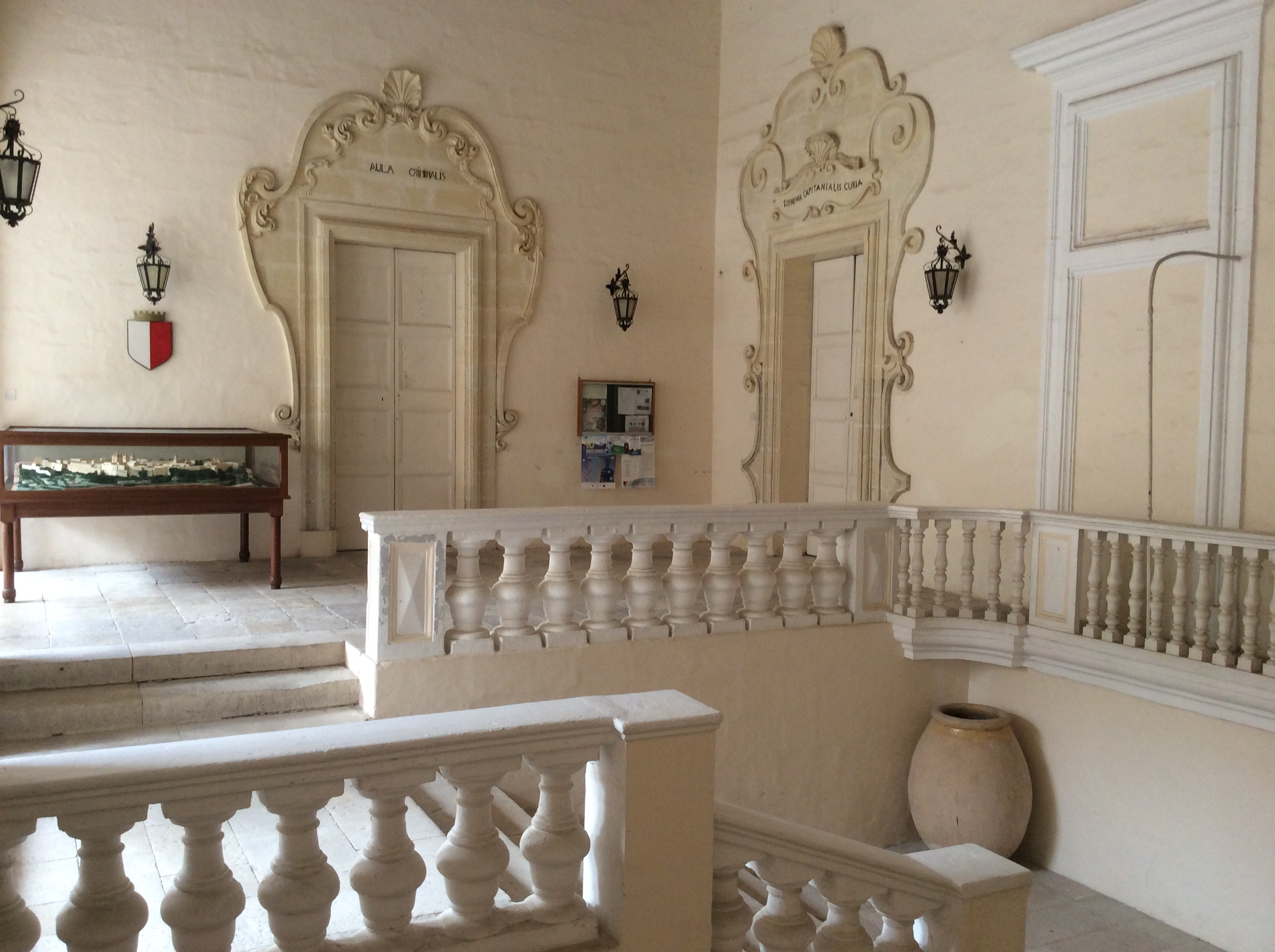
Im Inneren des Palastes

Den Eingang zum Palast bildet ein geräumiger U-förmiger Vorhof, in dessen Zentrum ein großes, bogenförmiges Eingangstor den Zutritt zum Inneren gewährt. Ornamentierte Pilaster finden sich beiderseits des Eingangs, der von einem Wappen des Großmeisters de Vilhena bekrönt ist. Das Wappenschild wird von zwei aufrechten Löwen flankiert. Die symmetrische Fassade des Mitteltraktes ist im Vergleich dazu schlichter gehalten und nur durch kannelierte Pilaster vertikal gegliedert. Über dem zentral gelegenen Haupteingang zum piano nobile, der von zwei korinthischen Säulen flankiert wird, finden sich zwei in Stein gehauene Frauenfiguren, die ein Medaillon mit einem Bronzerelief des Großmeisters de Vilhena halten, möglicherweise ein Werk von Pietro Paolo Troisi. Die beiden Nebentüren im Erdgeschoss befinden sich auf einer vertikalen Achse mit den darübergelegenen Fenstern der beiden Obergeschosse. Die Seitenflügel rechts und links des Vorhofes zeigen Laubengänge, die durch Pilaster ähnlich denen am Hauptflügel gegliedert werden.
Im Gegensatz zum symmetrischen Äußeren ist das Innere des Palastes verwinkelt und unregelmäßig gestaltet.